# جوردن تورنبول
جوردن تورنبول (بالإنجليزية: Jordan Turnbull)‏ (30 أكتوبر 1994 في المملكة المتحدة - ) هو لاعب كرة قدم بريطاني في مركز الدفاع. شارك مع منتخب إنجلترا تحت 19 سنة لكرة القدم ومنتخب إنجلترا تحت 20 سنة لكرة القدم. أما مع النوادي، فقد لعب مع سويندون تاون ونادي ساوثهامبتون.

## وصلات خارجية
- جوردن تورنبول على موقع قاعدة بيانات كرة القدم.إي يو (الإنجليزية)
- جوردن تورنبول على موقع Soccerbase.com (لاعب) (الإنجليزية)
- جوردن تورنبول على موقع Soccerway.com (الإنجليزية)
- جوردن تورنبول على موقع AS.com (الإسبانية)